# Éric Kristy
 (février 2016).
Si vous disposez d'ouvrages ou d'articles de référence ou si vous connaissez des sites web de qualité traitant du thème abordé ici, merci de compléter l'article en donnant les références utiles à sa vérifiabilité et en les liant à la section « Notes et références ».
Éric Kristy, né le 16 avril 1951 à Paris 14e, où il est mort le 2 février 2016,,, est un romancier et scénariste de télévision français.

## Romans
Éric Kristy est l'auteur de plusieurs romans noirs, Pruneaux d'agents et Circulez ! (Série noire / Gallimard), Horde nouvelle et Un song impur (Fleuve noir), Clic-clac! et L'assassin est dans la classe (Collection Souris Noire / Syros), Vous avez demandé la police ? (Lignes Noires / Mango Littérature). De 1986 à 1988, il a assuré la critique des romans policiers au Quotidien de Paris.

## Filmographie
Éric Kristy a créé pour TF1 les séries Une femme d'honneur, Franck Keller, Le Proc, et pour France 2 la série Action spéciale douanes, avec Marie-Anne Le Pezennec. À propos de cette dernière série, les deux scénaristes ont fait jouer leur droit moral et fait retirer - en signe de protestation - leurs noms du générique après avoir visionné les films tournés.
Éric Kristy a également écrit (ou coécrit) plus d'une soixantaine de scénarios pour la télévision, des films unitaires mais aussi des épisodes de séries (tournés et diffusés), parmi lesquelles de nombreux épisodes de Julie Lescaut, L'Instit, Imogène, Chien et Chat, Les Enquêtes d'Éloïse Rome, Les Bœuf-carottes, Alice Nevers, le juge est une femme, etc.
Il est aussi l'auteur de la bible et des deux épisodes pilotes de la série Doc Martin, adaptée d'une série britannique à succès. Les six premiers épisodes sont entrés en tournage au printemps 2010, avec Thierry Lhermitte dans le rôle-titre. La diffusion sur TF1 a débuté le 10 janvier 2011, avec un record d'audience de 9,1 millions de spectateurs (37,5 % de PDA) pour le premier épisode (meilleure audience pour une fiction française en 2011). Après le succès de la saison 1, une suite a été commandée par la chaîne, mais Éric Kristy n'y a pas participé.
Éric Kristy est le scénariste de Brassens, la mauvaise réputation, téléfilm biographique consacré à la jeunesse de Georges Brassens, c'est-à-dire les années qui ont précédé son succès. Tourné au printemps 2011 à Paris et Sète, le téléfilm a été diffusé le 19 octobre 2011 sur France 2, réalisant un excellent score d'audience. Cette date de diffusion n'a pas été choisie au hasard car Brassens est né en octobre 1921 et a disparu en octobre 1981. (Réalisation Gérard Marx, production Dominique Lancelot/Auteurs Associés, avec Stéphane Rideau, Marie-Anne Chazel, Bruno Lochet, Anne Suarez, Damien Jouillerot, Noémie Elbaz, Anthony Decadi, Didier Pain…) Sortie DVD en décembre 2011 chez Koba Films.
En 2015, Éric Kristy est directeur de Collection pour la série Mongeville (France 3). Il co-écrit l'épisode 7, Disparition inquiétante (tournage avril 2015, réal. Hervé Brami).

## Musique et chansons
Éric Kristy a été musicien, compositeur et auteur de chansons. Guitariste professionnel, il est l'un des créateurs du groupe Bluegrass Connection (tournée et disque aux États-Unis en 1973) et l'auteur d'une méthode de guitare Bluegrass (Cézame, 1978). Il a accompagné le chanteur Philippe Chatel sur scène et sur disque, et a travaillé à de nombreuses reprises avec Richard Gotainer. C'est avec ce dernier qu'il a écrit — entre autres chansons et textes — la pièce de théâtre La goutte au Pépère, créée à Paris en 2005 au théâtre Le Temple (DVD TF1 Vidéo, 2006). Il est l'interprète de la chanson éponyme du film d'animation La Ballade des Dalton, étant la voix du personnage de Bill, le chanteur.

## Autres activités
Vice-président du conservatoire européen d'écriture audiovisuelle (CEEA) jusqu’en 2011, Éric Kristy siège au(x) conseil(s) d’administration de Copie France et du RACD. 
Il a été élu en 2007 à la SACD au poste d’administrateur audiovisuel.
Membre de feu le Club des Auteurs (CDA) dont il est l’un des créateurs, il fait également partie (jusqu'en 2014) du jury du Prix du Premier Roman policier (Éditions du Masque) remis chaque année lors du Festival du Film policier de Beaune (anciennement  Cognac) et du Prix Mireille-Lantéri du Premier Scénario de Télévision (en partenariat avec la SACD). 
Il est l’un des fondateurs de « Scénaristes en Séries » (Rencontres des Auteurs de Télévision d’Aix-les-Bains), dont il fut le vice-président jusqu’en 2009.

## Famille
Éric Kristy est le père de la chroniqueuse/animatrice Dorothée Kristy de l'émission quotidienne Morandini! sur Direct 8 (2009-2010) ; elle est chroniqueuse depuis janvier 2011 dans l'émission Midi en France sur France 3, dans le programme musical Monte le son ! sur France 4 et Jusqu'ici tout va bien sur France 2.
Il est le cousin du journaliste et écrivain Dominique Jamet.[réf. souhaitée]

## Récompenses
Éric Kristy a reçu le Prix du Scénario en 2003 au Festival de Luchon pour le téléfilm Capitaine Lawrence (TF1).
Il a été nommé chevalier de l'Ordre des Arts et des Lettres en janvier 2010.